# Дневна светлина (филм, 1996)
„Дневна светлина“ (на английски: Daylight) е американски игрален филм от 1996 г. на режисьора Роб Коен, в който участват Силвестър Сталоун, Ейми Бренеман, Виго Мортенсен, Дан Хедая, Стан Шоу, Джей О. Сандърс, Карън Йънг и Даниел Харис.
Филмът излиза по кината в разпространение от „Юнивърсъл Пикчърс“ на 6 декември 1996 г. в Съединените щати, както и на 26 декември във Великобритания. Получава смесени отзиви и печели 159 млн. щатски долара в световен мащаб.